# Encarsiella aleurodici
Encarsiella aleurodici är en stekelart som först beskrevs av Girault 1916.  Encarsiella aleurodici ingår i släktet Encarsiella och familjen växtlussteklar. Inga underarter finns listade i Catalogue of Life.